# Karini-tenger
A Karini-tenger (horvátul: Karinsko more) egy csaknem zárt tengeröböl Horvátországban, Észak-Dalmáciában.

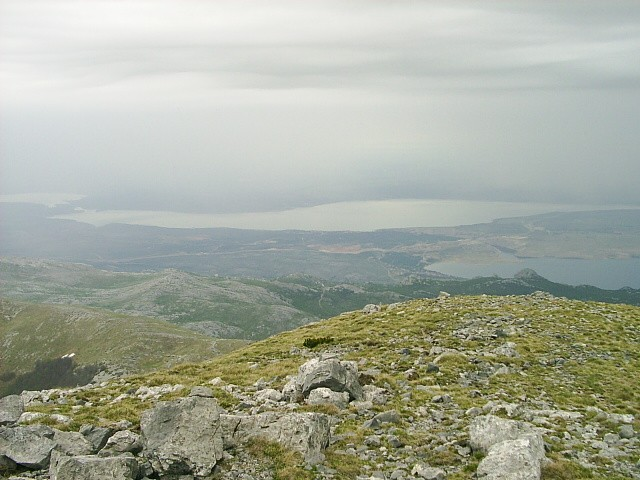
A Karini-tenger és a Novigradi-tenger látképe a Velebitről

A Karin-tenger Zárától mintegy 30 km-re keletre található. Területe 5,7 km², amelyet egy keskeny csatorna köt össze a Novigradi-tengerrel. Az öböl átlagos mélysége 12 méter. A Karini-tengerbe kisebb édesvizű patakok áramlanak, amelyek sós vízzel keveredve gyógyító iszap képződését okozzák. A legnagyobb vízfolyás a Karišnica-folyó, amely az öböl aljába folyik, és ott van a Bijela-folyó is. Egyetlen kis sziget található benne, az északnyugati részén fekvő Karinski školj.

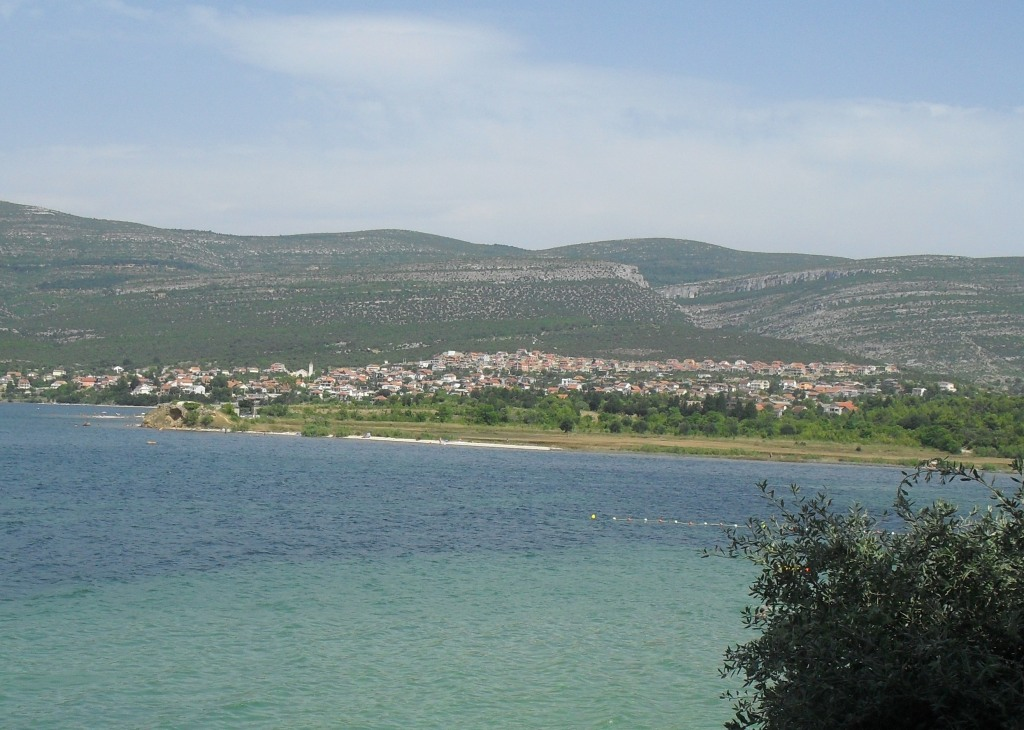
A Karini-tenger Gornji Karinnál

A Karin-tenger területét, mint az Adriai-tenger egyik ágát, amely mélyen a szárazföldre húzódik, ősidők óta lakják. Itt volt Corinium, majd később Karin ősi települése, amelynek fontos védelmi szerepe volt a középkorban. A Karini-tenger melletti települések Kruševo, Gornji és Donji Karin és Pridraga. Az öböl délkeleti részén halad át az Obrovac-Zára út.
Ma a legfejlettebb gazdasági ág a turizmus (Gornji Karinban autóskemping és egy nagy turisztikai üdülőhely található).

## Fordítás
Ez a szócikk részben vagy egészben  a   Karinsko more című horvát Wikipédia-szócikk ezen változatának fordításán alapul.  Az eredeti cikk szerkesztőit annak laptörténete sorolja fel. Ez a jelzés csupán a megfogalmazás eredetét és a szerzői jogokat jelzi, nem szolgál a cikkben szereplő információk forrásmegjelöléseként.